# فهرست خورشیدگرفتگی‌های سده ۱۴ (میلادی)
این فهرست شامل خورشیدگرفتگی‌های سدهٔٔ ۱۴ میلادی است که در طی سال‌های ۱۳۰۱ تا ۱۴۰۰ میلادی روی داده‌اند. در این دوره، ۲۲۹ خورشیدگرفتگی رخ داد که ۷۶ مورد آن خورشیدگرفتگی جزئی، ۷۵ مورد خورشیدگرفتگی حلقه‌ای، ۵۴ خورشیدگرفتگی کامل و ۲۴ مورد نیز از نوع خورشیدگرفتگی مرکب بود.
| تاریخ           | زمان بزرگ‌ترین گرفت | چرخهٔ ساروس | نوع    | قدر    | مدت زمان          | مکان                                            | مسیر گرفتگی            | ناحیهٔ جغرافیایی | منبع(ها) |
| --------------- | ------------------ | ---------- | ------ | ------ | ----------------- | ----------------------------------------------- | ---------------------- | --------------- | -------- |
| ۹ فوریه ۱۳۰۱    | ۱۷:۰۶:۵۰           | ۱۱۹        | حلقه‌ای | ۰٫۹۵۳۳ | ۰۴ دقیقه ۵۳ ثانیه | ۲۶°۲۴′شمالی ۹۰°۱۸′غربی / ۲۶٫۴°شمالی ۹۰٫۳°غربی   | ۲۲۶ کیلومتر (۱۴۰ مایل) |                 | [ ۱ ]    |
| ۵ اوت ۱۳۰۱      | ۰۰:۴۲:۴۲           | ۱۲۴        | کامل   | ۱٫۰۵۹۷ | ۰۵ دقیقه ۰۷ ثانیه | ۱۹°۰۶′جنوبی ۱۵۷°۱۸′شرقی / ۱۹٫۱°جنوبی ۱۵۷٫۳°شرقی | ۲۴۲ کیلومتر (۱۵۰ مایل) |                 | [ ۱ ]    |
| ۲۹ ژانویه ۱۳۰۲  | ۱۸:۲۹:۴۸           | ۱۲۹        | جزئی   | ۰٫۲۸۰۵ | —                 | ۶۲°۰۶′شمالی ۱۴۹°۴۲′غربی / ۶۲٫۱°شمالی ۱۴۹٫۷°غربی | —                      |                 | [ ۱ ]    |
| ۲۶ ژوئیه ۱۳۰۲   | ۱۰:۳۵:۴۹           | ۹۶         | جزئی   | ۰٫۶۲۴۰ | —                 | ۶۴°۴۸′شمالی ۱۷۸°۲۴′شرقی / ۶۴٫۸°شمالی ۱۷۸٫۴°شرقی | —                      |                 | [ ۱ ]    |
| ۲۵ ژوئیه ۱۳۰۲   | ۱۷:۴۲:۳۰           | ۱۳۴        | جزئی   | ۰٫۴۱۷۸ | —                 | ۶۲°۴۲′جنوبی ۱۳۳°۲۴′غربی / ۶۲٫۷°جنوبی ۱۳۳٫۴°غربی | —                      |                 | [ ۱ ]    |
| ۲۰ دسامبر ۱۳۰۲  | ۰۰:۵۳:۵۱           | ۱۰۱        | حلقه‌ای | ۰٫۹۴۳۸ | ۰۳ دقیقه ۳۷ ثانیه | ۸۲°۰۶′جنوبی ۸۵°۱۸′غربی / ۸۲٫۱°جنوبی ۸۵٫۳°غربی   | ۵۷۸ کیلومتر (۳۵۹ مایل) |                 | [ ۱ ]    |
| ۱۵ ژوئیه ۱۳۰۳   | ۲۳:۵۳:۴۱           | ۱۰۶        | مرکب   | ۱٫۰۱۰۳ | ۰۰ دقیقه ۵۲ ثانیه | ۵۲°۳۰′شمالی ۱۷۱°۲۴′غربی / ۵۲٫۵°شمالی ۱۷۱٫۴°غربی | ۴۱ کیلومتر (۲۵ مایل)   |                 | [ ۱ ]    |
| ۹ دسامبر ۱۳۰۳   | ۰۹:۳۲:۵۳           | ۱۱۱        | مرکب   | ۱٫۰۰۸۹ | ۰۰ دقیقه ۵۰ ثانیه | ۳۴°۵۴′جنوبی ۳۹°۰۰′شرقی / ۳۴٫۹°جنوبی ۳۹٫۰°شرقی   | ۳۱ کیلومتر (۱۹ مایل)   |                 | [ ۱ ]    |
| ۴ ژوئیه ۱۳۰۴    | ۰۶:۰۹:۳۶           | ۱۱۶        | حلقه‌ای | ۰٫۹۶۲۲ | ۰۵ دقیقه ۰۴ ثانیه | ۵°۵۴′شمالی ۸۸°۳۶′شرقی / ۵٫۹°شمالی ۸۸٫۶°شرقی     | ۱۴۴ کیلومتر (۸۹ مایل)  |                 | [ ۱ ]    |
| ۲۷ نوامبر ۱۳۰۴  | ۲۳:۵۳:۲۵           | ۱۲۱        | کامل   | ۱٫۰۴۳۸ | ۰۴ دقیقه ۱۷ ثانیه | ۶°۱۲′شمالی ۱۷۷°۴۲′غربی / ۶٫۲°شمالی ۱۷۷٫۷°غربی   | ۱۶۷ کیلومتر (۱۰۴ مایل) |                 | [ ۱ ]    |
| ۲۴ مه ۱۳۰۵      | ۰۷:۰۲:۱۷           | ۱۲۶        | جزئی   | ۰٫۸۴۹۶ | —                 | ۶۷°۴۸′جنوبی ۸۲°۴۸′شرقی / ۶۷٫۸°جنوبی ۸۲٫۸°شرقی   | —                      |                 | [ ۱ ]    |
| ۱۷ نوامبر ۱۳۰۵  | ۱۵:۳۰:۵۶           | ۱۳۱        | جزئی   | ۰٫۷۱۶۳ | —                 | ۶۸°۲۴′شمالی ۳۸°۲۴′غربی / ۶۸٫۴°شمالی ۳۸٫۴°غربی   | —                      |                 | [ ۱ ]    |
| ۱۳ آوریل ۱۳۰۶   | ۲۱:۳۴:۰۹           | ۹۸         | حلقه‌ای | ۰٫۹۸۷۲ | ۰۰ دقیقه ۴۷ ثانیه | ۷۵°۳۰′شمالی ۱۳۰°۳۶′شرقی / ۷۵٫۵°شمالی ۱۳۰٫۶°شرقی | ۲۱۴ کیلومتر (۱۳۳ مایل) |                 | [ ۱ ]    |
| ۸ اکتبر ۱۳۰۶    | ۱۳:۲۹:۲۷           | ۱۰۳        | حلقه‌ای | ۰٫۹۵۴۷ | ۰۳ دقیقه ۱۸ ثانیه | ۶۹°۲۴′جنوبی ۷۰°۴۲′غربی / ۶۹٫۴°جنوبی ۷۰٫۷°غربی   | ۴۲۸ کیلومتر (۲۶۶ مایل) |                 | [ ۱ ]    |
| ۳ آوریل ۱۳۰۷    | ۰۹:۵۹:۴۲           | ۱۰۸        | کامل   | ۱٫۰۵۰۱ | ۰۴ دقیقه ۳۳ ثانیه | ۱۸°۵۴′شمالی ۲۹°۰۰′شرقی / ۱۸٫۹°شمالی ۲۹٫۰°شرقی   | ۱۶۹ کیلومتر (۱۰۵ مایل) |                 | [ ۱ ]    |
| ۲۷ سپتامبر ۱۳۰۷ | ۱۵:۳۹:۰۴           | ۱۱۳        | حلقه‌ای | ۰٫۹۳۱۷ | ۰۸ دقیقه ۳۹ ثانیه | ۱۶°۵۴′جنوبی ۵۹°۳۶′غربی / ۱۶٫۹°جنوبی ۵۹٫۶°غربی   | ۲۶۱ کیلومتر (۱۶۲ مایل) |                 | [ ۱ ]    |
| ۲۳ مارس ۱۳۰۸    | ۰۲:۲۱:۰۰           | ۱۱۸        | کامل   | ۱٫۰۶۳۸ | ۰۵ دقیقه ۲۱ ثانیه | ۲۵°۵۴′جنوبی ۱۵۷°۴۸′شرقی / ۲۵٫۹°جنوبی ۱۵۷٫۸°شرقی | ۲۴۳ کیلومتر (۱۵۱ مایل) |                 | [ ۱ ]    |
| ۱۵ سپتامبر ۱۳۰۸ | ۱۵:۳۰:۰۲           | ۱۲۳        | حلقه‌ای | ۰٫۹۴۱۷ | ۰۶ دقیقه ۴۳ ثانیه | ۲۸°۱۲′شمالی ۴۲°۳۶′غربی / ۲۸٫۲°شمالی ۴۲٫۶°غربی   | ۲۴۷ کیلومتر (۱۵۳ مایل) |                 | [ ۱ ]    |
| ۱۱ فوریه ۱۳۰۹   | ۰۶:۳۹:۲۴           | ۹۰         | جزئی   | ۰٫۱۴۶۵ | —                 | ۷۱°۰۶′شمالی ۳۱°۴۲′شرقی / ۷۱٫۱°شمالی ۳۱٫۷°شرقی   | —                      |                 | [ ۱ ]    |
| ۱۲ مارس ۱۳۰۹    | ۱۸:۰۰:۲۵           | ۱۲۸        | جزئی   | ۰٫۵۳۲۳ | —                 | ۷۱°۵۴′جنوبی ۳°۵۴′شرقی / ۷۱٫۹°جنوبی ۳٫۹°شرقی     | —                      |                 | [ ۱ ]    |
| ۶ اوت ۱۳۰۹      | ۰۹:۳۸:۱۴           | ۹۵         | جزئی   | ۰٫۰۹۹۰ | —                 | ۷۰°۲۴′جنوبی ۵°۰۰′غربی / ۷۰٫۴°جنوبی ۵٫۰°غربی     | —                      |                 | [ ۱ ]    |
| ۴ سپتامبر ۱۳۰۹  | ۲۰:۲۵:۲۶           | ۱۳۳        | جزئی   | ۰٫۶۳۰۰ | —                 | ۷۲°۰۰′شمالی ۲۲°۴۲′غربی / ۷۲٫۰°شمالی ۲۲٫۷°غربی   | —                      |                 | [ ۱ ]    |
| ۳۱ ژانویه ۱۳۱۰  | ۱۲:۵۷:۵۷           | ۱۰۰        | حلقه‌ای | ۰٫۹۳۵۸ | ۰۷ دقیقه ۰۱ ثانیه | ۳۸°۵۴′شمالی ۲۱°۵۴′غربی / ۳۸٫۹°شمالی ۲۱٫۹°غربی   | ۴۱۵ کیلومتر (۲۵۸ مایل) |                 | [ ۱ ]    |
| ۲۷ ژوئیه ۱۳۱۰   | ۰۰:۴۷:۴۶           | ۱۰۵        | کامل   | ۱٫۰۶۷۶ | ۰۵ دقیقه ۵۲ ثانیه | ۲۷°۱۲′جنوبی ۱۶۳°۰۰′شرقی / ۲۷٫۲°جنوبی ۱۶۳٫۰°شرقی | ۳۱۳ کیلومتر (۱۹۴ مایل) |                 | [ ۱ ]    |
| ۲۰ ژانویه ۱۳۱۱  | ۱۲:۵۷:۳۷           | ۱۱۰        | حلقه‌ای | ۰٫۹۲۰۰ | ۱۱ دقیقه ۱۸ ثانیه | ۱۰°۳۶′جنوبی ۱۰°۰۶′غربی / ۱۰٫۶°جنوبی ۱۰٫۱°غربی   | ۳۰۶ کیلومتر (۱۹۰ مایل) |                 | [ ۱ ]    |
| ۱۶ ژوئیه ۱۳۱۱   | ۱۷:۵۵:۰۴           | ۱۱۵        | کامل   | ۱٫۰۷۰۰ | ۰۶ دقیقه ۲۰ ثانیه | ۲۱°۲۴′شمالی ۸۵°۲۴′غربی / ۲۱٫۴°شمالی ۸۵٫۴°غربی   | ۲۲۸ کیلومتر (۱۴۲ مایل) |                 | [ ۱ ]    |
| ۹ ژانویه ۱۳۱۲   | ۱۳:۲۰:۰۳           | ۱۲۰        | حلقه‌ای | ۰٫۹۴۱۳ | ۰۵ دقیقه ۳۳ ثانیه | ۵۴°۱۸′جنوبی ۱۰°۱۲′غربی / ۵۴٫۳°جنوبی ۱۰٫۲°غربی   | ۲۶۱ کیلومتر (۱۶۲ مایل) |                 | [ ۱ ]    |
| ۵ ژوئیه ۱۳۱۲    | ۰۸:۱۹:۲۳           | ۱۲۵        | کامل   | ۱٫۰۱۷۱ | ۰۱ دقیقه ۰۸ ثانیه | ۷۵°۲۴′شمالی ۶۸°۰۶′شرقی / ۷۵٫۴°شمالی ۶۸٫۱°شرقی   | ۹۹ کیلومتر (۶۲ مایل)   |                 | [ ۱ ]    |
| ۲۸ دسامبر ۱۳۱۲  | ۲۰:۱۷:۵۸           | ۱۳۰        | جزئی   | ۰٫۶۱۹۲ | —                 | ۶۷°۲۴′جنوبی ۵۶°۲۴′شرقی / ۶۷٫۴°جنوبی ۵۶٫۴°شرقی   | —                      |                 | [ ۱ ]    |
| ۲۶ مه ۱۳۱۳      | ۰۲:۱۹:۲۸           | ۹۷         | جزئی   | ۰٫۶۶۷۲ | —                 | ۶۴°۱۲′جنوبی ۱۷۸°۰۶′شرقی / ۶۴٫۲°جنوبی ۱۷۸٫۱°شرقی | —                      |                 | [ ۱ ]    |
| ۱۸ نوامبر ۱۳۱۳  | ۲۳:۰۴:۳۱           | ۱۰۲        | کامل   | ۱٫۰۳۹۵ | ۰۳ دقیقه ۱۳ ثانیه | ۳۷°۲۴′شمالی ۱۴۹°۱۸′غربی / ۳۷٫۴°شمالی ۱۴۹٫۳°غربی | ۲۶۸ کیلومتر (۱۶۷ مایل) |                 | [ ۱ ]    |
| ۱۵ مه ۱۳۱۴      | ۰۲:۵۰:۰۸           | ۱۰۷        | حلقه‌ای | ۰٫۹۵۱۰ | ۰۶ دقیقه ۱۹ ثانیه | ۳°۱۸′جنوبی ۱۴۵°۳۰′شرقی / ۳٫۳°جنوبی ۱۴۵٫۵°شرقی   | ۱۹۶ کیلومتر (۱۲۲ مایل) |                 | [ ۱ ]    |
| ۸ نوامبر ۱۳۱۴   | ۱۴:۱۵:۰۵           | ۱۱۲        | کامل   | ۱٫۰۲۴۴ | ۰۲ دقیقه ۲۰ ثانیه | ۷°۳۶′جنوبی ۳۱°۱۸′غربی / ۷٫۶°جنوبی ۳۱٫۳°غربی     | ۸۵ کیلومتر (۵۳ مایل)   |                 | [ ۱ ]    |
| ۴ مه ۱۳۱۵       | ۰۶:۵۴:۵۲           | ۱۱۷        | حلقه‌ای | ۰٫۹۹۰۹ | ۰۰ دقیقه ۵۱ ثانیه | ۳۷°۱۸′شمالی ۶۷°۴۲′شرقی / ۳۷٫۳°شمالی ۶۷٫۷°شرقی   | ۳۴ کیلومتر (۲۱ مایل)   |                 | [ ۱ ]    |
| ۲۹ اکتبر ۱۳۱۵   | ۰۰:۴۹:۵۹           | ۱۲۲        | حلقه‌ای | ۰٫۹۶۹۸ | ۰۲ دقیقه ۴۰ ثانیه | ۴۳°۴۸′جنوبی ۱۴۹°۰۶′شرقی / ۴۳٫۸°جنوبی ۱۴۹٫۱°شرقی | ۱۲۶ کیلومتر (۷۸ مایل)  |                 | [ ۱ ]    |
| ۲۴ مارس ۱۳۱۶    | ۰۹:۳۶:۴۷           | ۸۹         | جزئی   | ۰٫۰۶۸۶ | —                 | ۶۱°۱۲′جنوبی ۱۲۰°۰۶′شرقی / ۶۱٫۲°جنوبی ۱۲۰٫۱°شرقی | —                      |                 | [ ۱ ]    |
| ۲۲ آوریل ۱۳۱۶   | ۱۸:۰۸:۴۲           | ۱۲۷        | جزئی   | ۰٫۸۵۶۰ | —                 | ۶۲°۰۰′شمالی ۱۴۸°۴۸′شرقی / ۶۲٫۰°شمالی ۱۴۸٫۸°شرقی | —                      |                 | [ ۱ ]    |
| ۱۷ اکتبر ۱۳۱۶   | ۰۴:۱۲:۳۳           | ۱۳۲        | جزئی   | ۰٫۵۱۹۳ | —                 | ۶۱°۳۶′جنوبی ۱°۳۰′شرقی / ۶۱٫۶°جنوبی ۱٫۵°شرقی     | —                      |                 | [ ۱ ]    |
| ۱۴ مارس ۱۳۱۷    | ۰۲:۱۰:۱۴           | ۹۹         | کامل   | ۱٫۰۵۲۲ | ۰۳ دقیقه ۳۷ ثانیه | ۴۴°۱۲′جنوبی ۱۷۵°۵۴′غربی / ۴۴٫۲°جنوبی ۱۷۵٫۹°غربی | ۲۸۳ کیلومتر (۱۷۶ مایل) |                 | [ ۱ ]    |
| ۶ سپتامبر ۱۳۱۷  | ۱۱:۲۱:۰۵           | ۱۰۴        | حلقه‌ای | ۰٫۹۴۳۹ | ۰۳ دقیقه ۵۵ ثانیه | ۶۰°۵۴′شمالی ۸۷°۳۶′شرقی / ۶۰٫۹°شمالی ۸۷٫۶°شرقی   | —                      |                 | [ ۱ ]    |
| ۳ مارس ۱۳۱۸     | ۱۶:۴۲:۱۱           | ۱۰۹        | مرکب   | ۱٫۰۱۵۳ | ۰۱ دقیقه ۲۴ ثانیه | ۸°۴۸′جنوبی ۶۳°۱۲′غربی / ۸٫۸°جنوبی ۶۳٫۲°غربی     | ۵۳ کیلومتر (۳۳ مایل)   |                 | [ ۱ ]    |
| ۲۶ اوت ۱۳۱۸     | ۱۸:۲۷:۱۹           | ۱۱۴        | مرکب   | ۱٫۰۱۲۰ | ۰۱ دقیقه ۰۶ ثانیه | ۱۷°۵۴′شمالی ۸۹°۳۶′غربی / ۱۷٫۹°شمالی ۸۹٫۶°غربی   | ۴۲ کیلومتر (۲۶ مایل)   |                 | [ ۱ ]    |
| ۲۱ فوریه ۱۳۱۹   | ۰۰:۵۹:۴۴           | ۱۱۹        | حلقه‌ای | ۰٫۹۵۳۷ | ۰۴ دقیقه ۴۲ ثانیه | ۲۸°۰۰′شمالی ۱۵۰°۰۶′شرقی / ۲۸٫۰°شمالی ۱۵۰٫۱°شرقی | ۲۱۸ کیلومتر (۱۳۵ مایل) |                 | [ ۱ ]    |
| ۱۶ اوت ۱۳۱۹     | ۰۸:۲۳:۲۲           | ۱۲۴        | کامل   | ۱٫۰۶۰۰ | ۰۵ دقیقه ۰۱ ثانیه | ۱۸°۰۰′جنوبی ۴۱°۵۴′شرقی / ۱۸٫۰°جنوبی ۴۱٫۹°شرقی   | ۲۳۱ کیلومتر (۱۴۴ مایل) |                 | [ ۱ ]    |
| ۱۰ فوریه ۱۳۲۰   | ۰۲:۱۳:۱۶           | ۱۲۹        | جزئی   | ۰٫۳۱۵۴ | —                 | ۶۱°۳۰′شمالی ۸۵°۲۴′شرقی / ۶۱٫۵°شمالی ۸۵٫۴°شرقی   | —                      |                 | [ ۱ ]    |
| ۶ ژوئیه ۱۳۲۰    | ۱۷:۵۸:۲۴           | ۹۶         | جزئی   | ۰٫۴۸۰۷ | —                 | ۶۳°۵۴′شمالی ۵۷°۵۴′شرقی / ۶۳٫۹°شمالی ۵۷٫۹°شرقی   | —                      |                 | [ ۱ ]    |
| ۵ اوت ۱۳۲۰      | ۰۱:۲۰:۲۱           | ۱۳۴        | جزئی   | ۰٫۵۳۷۵ | —                 | ۶۲°۰۶′جنوبی ۱۰۲°۵۴′شرقی / ۶۲٫۱°جنوبی ۱۰۲٫۹°شرقی | —                      |                 | [ ۱ ]    |
| ۳۰ دسامبر ۱۳۲۰  | ۰۹:۱۳:۳۰           | ۱۰۱        | حلقه‌ای | ۰٫۹۴۶۸ | ۰۳ دقیقه ۲۵ ثانیه | ۷۷°۵۴′جنوبی ۱۴۱°۱۸′شرقی / ۷۷٫۹°جنوبی ۱۴۱٫۳°شرقی | ۵۵۳ کیلومتر (۳۴۴ مایل) |                 | [ ۱ ]    |
| ۲۶ ژوئیه ۱۳۲۱   | ۰۶:۵۲:۵۵           | ۱۰۶        | مرکب   | ۱٫۰۰۵۶ | ۰۰ دقیقه ۲۷ ثانیه | ۵۶°۴۲′شمالی ۹۰°۱۸′شرقی / ۵۶٫۷°شمالی ۹۰٫۳°شرقی   | ۲۳ کیلومتر (۱۴ مایل)   |                 | [ ۱ ]    |
| ۱۹ دسامبر ۱۳۲۱  | ۱۸:۱۵:۰۲           | ۱۱۱        | مرکب   | ۱٫۰۱۱۵ | ۰۱ دقیقه ۰۴ ثانیه | ۳۴°۵۴′جنوبی ۸۹°۱۲′غربی / ۳۴٫۹°جنوبی ۸۹٫۲°غربی   | ۴۰ کیلومتر (۲۵ مایل)   |                 | [ ۱ ]    |
| ۱۵ ژوئیه ۱۳۲۲   | ۱۲:۴۱:۴۷           | ۱۱۶        | حلقه‌ای | ۰٫۹۶۰۷ | ۰۵ دقیقه ۱۱ ثانیه | ۱۱°۲۴′شمالی ۹°۴۸′غربی / ۱۱٫۴°شمالی ۹٫۸°غربی     | ۱۴۶ کیلومتر (۹۱ مایل)  |                 | [ ۱ ]    |
| ۹ دسامبر ۱۳۲۲   | ۰۸:۴۴:۲۶           | ۱۲۱        | کامل   | ۱٫۰۴۳۹ | ۰۴ دقیقه ۱۷ ثانیه | ۵°۰۰′شمالی ۴۸°۲۴′شرقی / ۵٫۰°شمالی ۴۸٫۴°شرقی     | ۱۶۷ کیلومتر (۱۰۴ مایل) |                 | [ ۱ ]    |
| ۴ ژوئیه ۱۳۲۳    | ۱۳:۲۷:۵۵           | ۱۲۶        | حلقه‌ای | ۰٫۹۳۸۳ | ۰۵ دقیقه ۵۹ ثانیه | ۵۶°۰۶′جنوبی ۲۳°۲۴′غربی / ۵۶٫۱°جنوبی ۲۳٫۴°غربی   | —                      |                 | [ ۱ ]    |
| ۲۹ نوامبر ۱۳۲۳  | ۰۰:۱۶:۱۱           | ۱۳۱        | جزئی   | ۰٫۷۲۱۵ | —                 | ۶۷°۱۸′شمالی ۱۷۸°۴۸′شرقی / ۶۷٫۳°شمالی ۱۷۸٫۸°شرقی | —                      |                 | [ ۱ ]    |
| ۲۴ آوریل ۱۳۲۴   | ۰۴:۴۹:۵۴           | ۹۸         | جزئی   | ۰٫۹۲۷۲ | —                 | ۷۰°۱۸′شمالی ۳۱°۴۲′غربی / ۷۰٫۳°شمالی ۳۱٫۷°غربی   | —                      |                 | [ ۱ ]    |
| ۱۸ اکتبر ۱۳۲۴   | ۲۱:۲۲:۴۰           | ۱۰۳        | حلقه‌ای | ۰٫۹۴۸۳ | ۰۳ دقیقه ۳۳ ثانیه | ۷۵°۲۴′جنوبی ۱۴۹°۵۴′شرقی / ۷۵٫۴°جنوبی ۱۴۹٫۹°شرقی | ۶۱۳ کیلومتر (۳۸۱ مایل) |                 | [ ۱ ]    |
| ۱۳ آوریل ۱۳۲۵   | ۱۷:۴۴:۲۹           | ۱۰۸        | کامل   | ۱٫۰۵۵۱ | ۰۴ دقیقه ۵۰ ثانیه | ۲۶°۰۰′شمالی ۸۸°۴۸′غربی / ۲۶٫۰°شمالی ۸۸٫۸°غربی   | ۱۸۸ کیلومتر (۱۱۷ مایل) |                 | [ ۱ ]    |
| ۷ اکتبر ۱۳۲۵    | ۲۳:۰۵:۳۲           | ۱۱۳        | حلقه‌ای | ۰٫۹۲۸۱ | ۰۸ دقیقه ۵۷ ثانیه | ۲۳°۱۲′جنوبی ۱۷۲°۳۰′غربی / ۲۳٫۲°جنوبی ۱۷۲٫۵°غربی | ۲۷۹ کیلومتر (۱۷۳ مایل) |                 | [ ۱ ]    |
| ۳ آوریل ۱۳۲۶    | ۱۰:۱۹:۳۸           | ۱۱۸        | کامل   | ۱٫۰۶۶۸ | ۰۵ دقیقه ۴۹ ثانیه | ۱۹°۰۰′جنوبی ۳۵°۱۸′شرقی / ۱۹٫۰°جنوبی ۳۵٫۳°شرقی   | ۲۴۶ کیلومتر (۱۵۳ مایل) |                 | [ ۱ ]    |
| ۲۶ سپتامبر ۱۳۲۶ | ۲۲:۵۳:۵۳           | ۱۲۳        | حلقه‌ای | ۰٫۹۴۰۹ | ۰۷ دقیقه ۰۷ ثانیه | ۲۱°۱۸′شمالی ۱۵۶°۰۶′غربی / ۲۱٫۳°شمالی ۱۵۶٫۱°غربی | ۲۴۴ کیلومتر (۱۵۲ مایل) |                 | [ ۱ ]    |
| ۲۲ فوریه ۱۳۲۷   | ۱۴:۴۷:۵۳           | ۹۰         | جزئی   | ۰٫۰۹۵۳ | —                 | ۷۱°۳۶′شمالی ۱۰۴°۱۸′غربی / ۷۱٫۶°شمالی ۱۰۴٫۳°غربی | —                      |                 | [ ۱ ]    |
| ۲۴ مارس ۱۳۲۷    | ۰۱:۵۶:۵۲           | ۱۲۸        | جزئی   | ۰٫۶۰۲۰ | —                 | ۷۱°۴۸′جنوبی ۱۲۹°۳۰′غربی / ۷۱٫۸°جنوبی ۱۲۹٫۵°غربی | —                      |                 | [ ۱ ]    |
| ۱۶ سپتامبر ۱۳۲۷ | ۰۴:۰۴:۲۹           | ۱۳۳        | جزئی   | ۰٫۷۱۶۸ | —                 | ۷۲°۰۶′شمالی ۱۵۱°۴۸′غربی / ۷۲٫۱°شمالی ۱۵۱٫۸°غربی | —                      |                 | [ ۱ ]    |
| ۱۱ فوریه ۱۳۲۸   | ۲۰:۵۰:۱۰           | ۱۰۰        | حلقه‌ای | ۰٫۹۳۵۶ | ۰۶ دقیقه ۳۸ ثانیه | ۴۴°۰۶′شمالی ۱۴۴°۴۲′غربی / ۴۴٫۱°شمالی ۱۴۴٫۷°غربی | ۴۴۲ کیلومتر (۲۷۵ مایل) |                 | [ ۱ ]    |
| ۶ اوت ۱۳۲۸      | ۰۸:۲۶:۳۵           | ۱۰۵        | کامل   | ۱٫۰۶۵۲ | ۰۵ دقیقه ۱۹ ثانیه | ۳۵°۰۶′جنوبی ۴۳°۳۶′شرقی / ۳۵٫۱°جنوبی ۴۳٫۶°شرقی   | ۳۳۵ کیلومتر (۲۰۸ مایل) |                 | [ ۱ ]    |
| ۳۰ ژانویه ۱۳۲۹  | ۲۰:۴۵:۴۷           | ۱۱۰        | حلقه‌ای | ۰٫۹۲۲۲ | ۱۰ دقیقه ۵۱ ثانیه | ۶°۳۰′جنوبی ۱۲۷°۴۲′غربی / ۶٫۵°جنوبی ۱۲۷٫۷°غربی   | ۲۹۷ کیلومتر (۱۸۵ مایل) |                 | [ ۱ ]    |
| ۲۷ ژوئیه ۱۳۲۹   | ۰۱:۲۶:۱۶           | ۱۱۵        | کامل   | ۱٫۰۶۶۲ | ۰۶ دقیقه ۰۸ ثانیه | ۱۴°۵۴′شمالی ۱۶۰°۵۴′شرقی / ۱۴٫۹°شمالی ۱۶۰٫۹°شرقی | ۲۱۷ کیلومتر (۱۳۵ مایل) |                 | [ ۱ ]    |
| ۱۹ ژانویه ۱۳۳۰  | ۲۱:۲۸:۴۸           | ۱۲۰        | حلقه‌ای | ۰٫۹۴۵۲ | ۰۵ دقیقه ۱۶ ثانیه | ۵۰°۳۶′جنوبی ۱۲۹°۰۰′غربی / ۵۰٫۶°جنوبی ۱۲۹٫۰°غربی | ۲۴۰ کیلومتر (۱۵۰ مایل) |                 | [ ۱ ]    |
| ۱۶ ژوئیه ۱۳۳۰   | ۱۵:۲۶:۵۸           | ۱۲۵        | کامل   | ۱٫۰۱۳۹ | ۰۱ دقیقه ۰۰ ثانیه | ۶۶°۳۰′شمالی ۳۵°۴۲′غربی / ۶۶٫۵°شمالی ۳۵٫۷°غربی   | ۷۰ کیلومتر (۴۳ مایل)   |                 | [ ۱ ]    |
| ۹ ژانویه ۱۳۳۱   | ۰۴:۵۳:۲۲           | ۱۳۰        | جزئی   | ۰٫۶۳۳۳ | —                 | ۶۸°۲۴′جنوبی ۸۳°۴۸′غربی / ۶۸٫۴°جنوبی ۸۳٫۸°غربی   | —                      |                 | [ ۱ ]    |
| ۶ ژوئیه ۱۳۳۱    | ۰۸:۴۶:۵۰           | ۹۷         | جزئی   | ۰٫۵۱۸۳ | —                 | ۶۵°۰۶′جنوبی ۷۱°۲۴′شرقی / ۶۵٫۱°جنوبی ۷۱٫۴°شرقی   | —                      |                 | [ ۱ ]    |
| ۵ ژوئیه ۱۳۳۱    | ۲۲:۴۶:۳۸           | ۱۳۵        | جزئی   | ۰٫۰۰۶۳ | —                 | ۶۷°۴۸′شمالی ۱۲°۳۶′شرقی / ۶۷٫۸°شمالی ۱۲٫۶°شرقی   | —                      |                 | [ ۱ ]    |
| ۳۰ نوامبر ۱۳۳۱  | ۰۷:۵۴:۵۱           | ۱۰۲        | کامل   | ۱٫۰۳۸۰ | ۰۳ دقیقه ۰۹ ثانیه | ۳۷°۳۶′شمالی ۷۴°۱۲′شرقی / ۳۷٫۶°شمالی ۷۴٫۲°شرقی   | ۲۶۵ کیلومتر (۱۶۵ مایل) |                 | [ ۱ ]    |
| ۲۵ مه ۱۳۳۲      | ۰۹:۲۰:۳۳           | ۱۰۷        | حلقه‌ای | ۰٫۹۵۳۱ | ۰۶ دقیقه ۱۰ ثانیه | ۷°۱۸′جنوبی ۴۷°۳۶′شرقی / ۷٫۳°جنوبی ۴۷٫۶°شرقی     | ۱۹۷ کیلومتر (۱۲۲ مایل) |                 | [ ۱ ]    |
| ۱۸ نوامبر ۱۳۳۲  | ۲۲:۵۳:۱۰           | ۱۱۲        | کامل   | ۱٫۰۲۰۲ | ۰۲ دقیقه ۰۱ ثانیه | ۹°۱۲′جنوبی ۱۶۰°۴۸′غربی / ۹٫۲°جنوبی ۱۶۰٫۸°غربی   | ۷۱ کیلومتر (۴۴ مایل)   |                 | [ ۱ ]    |
| ۱۴ مه ۱۳۳۳      | ۱۳:۵۵:۲۳           | ۱۱۷        | حلقه‌ای | ۰٫۹۹۶۴ | ۰۰ دقیقه ۲۰ ثانیه | ۳۶°۰۶′شمالی ۳۴°۱۲′غربی / ۳۶٫۱°شمالی ۳۴٫۲°غربی   | ۱۳ کیلومتر (۸٫۱ مایل)  |                 | [ ۱ ]    |
| ۸ نوامبر ۱۳۳۳   | ۰۹:۰۱:۱۱           | ۱۲۲        | حلقه‌ای | ۰٫۹۶۵۱ | ۰۳ دقیقه ۰۶ ثانیه | ۴۶°۴۸′جنوبی ۲۸°۲۴′شرقی / ۴۶٫۸°جنوبی ۲۸٫۴°شرقی   | ۱۴۵ کیلومتر (۹۰ مایل)  |                 | [ ۱ ]    |
| ۴ مه ۱۳۳۴       | ۰۱:۳۹:۱۴           | ۱۲۷        | جزئی   | ۰٫۹۸۳۰ | —                 | ۶۲°۳۶′شمالی ۲۷°۰۰′شرقی / ۶۲٫۶°شمالی ۲۷٫۰°شرقی   | —                      |                 | [ ۱ ]    |
| ۲۸ اکتبر ۱۳۳۴   | ۱۱:۵۶:۱۸           | ۱۳۲        | جزئی   | ۰٫۵۵۶۰ | —                 | ۶۲°۰۶′جنوبی ۱۲۳°۲۴′غربی / ۶۲٫۱°جنوبی ۱۲۳٫۴°غربی | —                      |                 | [ ۱ ]    |
| ۲۵ مارس ۱۳۳۵    | ۱۰:۱۴:۵۴           | ۹۹         | کامل   | ۱٫۰۵۲۸ | ۰۳ دقیقه ۴۲ ثانیه | ۴۴°۱۲′جنوبی ۶۳°۱۸′شرقی / ۴۴٫۲°جنوبی ۶۳٫۳°شرقی   | ۳۱۹ کیلومتر (۱۹۸ مایل) |                 | [ ۱ ]    |
| ۱۷ سپتامبر ۱۳۳۵ | ۱۸:۴۱:۵۴           | ۱۰۴        | جزئی   | ۰٫۹۱۳۴ | —                 | ۶۰°۵۴′شمالی ۱۲°۲۴′غربی / ۶۰٫۹°شمالی ۱۲٫۴°غربی   | —                      |                 | [ ۱ ]    |
| ۱۴ مارس ۱۳۳۶    | ۰۰:۴۰:۱۵           | ۱۰۹        | مرکب   | ۱٫۰۱۵۲ | ۰۱ دقیقه ۲۳ ثانیه | ۶°۲۴′جنوبی ۱۷۷°۲۴′شرقی / ۶٫۴°جنوبی ۱۷۷٫۴°شرقی   | ۵۲ کیلومتر (۳۲ مایل)   |                 | [ ۱ ]    |
| ۶ سپتامبر ۱۳۳۶  | ۰۲:۰۶:۵۸           | ۱۱۴        | مرکب   | ۱٫۰۱۲۲ | ۰۱ دقیقه ۰۷ ثانیه | ۱۶°۱۲′شمالی ۱۵۶°۰۶′شرقی / ۱۶٫۲°شمالی ۱۵۶٫۱°شرقی | ۴۳ کیلومتر (۲۷ مایل)   |                 | [ ۱ ]    |
| ۳ مارس ۱۳۳۷     | ۰۸:۴۰:۴۱           | ۱۱۹        | حلقه‌ای | ۰٫۹۵۴۳ | ۰۴ دقیقه ۳۲ ثانیه | ۲۹°۳۰′شمالی ۳۴°۰۶′شرقی / ۲۹٫۵°شمالی ۳۴٫۱°شرقی   | ۲۰۷ کیلومتر (۱۲۹ مایل) |                 | [ ۱ ]    |
| ۲۶ اوت ۱۳۳۷     | ۱۶:۱۲:۵۸           | ۱۲۴        | کامل   | ۱٫۰۵۹۶ | ۰۴ دقیقه ۵۳ ثانیه | ۱۸°۰۶′جنوبی ۷۵°۴۲′غربی / ۱۸٫۱°جنوبی ۷۵٫۷°غربی   | ۲۲۱ کیلومتر (۱۳۷ مایل) |                 | [ ۱ ]    |
| ۲۰ فوریه ۱۳۳۸   | ۰۹:۴۷:۳۰           | ۱۲۹        | جزئی   | ۰٫۳۶۳۲ | —                 | ۶۱°۱۲′شمالی ۳۷°۰۰′غربی / ۶۱٫۲°شمالی ۳۷٫۰°غربی   | —                      |                 | [ ۱ ]    |
| ۱۸ ژوئیه ۱۳۳۸   | ۰۱:۲۲:۲۶           | ۹۶         | جزئی   | ۰٫۳۴۱۹ | —                 | ۶۳°۱۲′شمالی ۶۲°۳۶′غربی / ۶۳٫۲°شمالی ۶۲٫۶°غربی   | —                      |                 | [ ۱ ]    |
| ۱۶ اوت ۱۳۳۸     | ۰۹:۰۳:۱۱           | ۱۳۴        | جزئی   | ۰٫۶۴۸۲ | —                 | ۶۱°۳۶′جنوبی ۲۱°۵۴′غربی / ۶۱٫۶°جنوبی ۲۱٫۹°غربی   | —                      |                 | [ ۱ ]    |
| ۱۰ ژانویه ۱۳۳۹  | ۱۷:۳۱:۴۱           | ۱۰۱        | حلقه‌ای | ۰٫۹۵۰۴ | ۰۳ دقیقه ۱۱ ثانیه | ۷۳°۵۴′جنوبی ۱۰°۵۴′شرقی / ۷۳٫۹°جنوبی ۱۰٫۹°شرقی   | ۵۳۱ کیلومتر (۳۳۰ مایل) |                 | [ ۱ ]    |
| ۷ ژوئیه ۱۳۳۹    | ۱۳:۵۰:۳۳           | ۱۰۶        | مرکب   | ۱٫۰۰۰۲ | ۰۰ دقیقه ۰۱ ثانیه | ۵۹°۴۸′شمالی ۵°۳۰′غربی / ۵۹٫۸°شمالی ۵٫۵°غربی     | ۱ کیلومتر (۰٫۶۲ مایل)  |                 | [ ۱ ]    |
| ۳۱ دسامبر ۱۳۳۹  | ۰۲:۵۷:۳۶           | ۱۱۱        | مرکب   | ۱٫۰۱۴۷ | ۰۱ دقیقه ۲۰ ثانیه | ۳۳°۵۴′جنوبی ۱۴۲°۳۰′شرقی / ۳۳٫۹°جنوبی ۱۴۲٫۵°شرقی | ۵۲ کیلومتر (۳۲ مایل)   |                 | [ ۱ ]    |
| ۲۵ ژوئیه ۱۳۴۰   | ۱۹:۱۰:۳۸           | ۱۱۶        | حلقه‌ای | ۰٫۹۵۸۶ | ۰۵ دقیقه ۱۷ ثانیه | ۱۶°۰۰′شمالی ۱۰۶°۴۲′غربی / ۱۶٫۰°شمالی ۱۰۶٫۷°غربی | ۱۵۱ کیلومتر (۹۴ مایل)  |                 | [ ۱ ]    |
| ۱۹ دسامبر ۱۳۴۰  | ۱۷:۳۷:۵۰           | ۱۲۱        | کامل   | ۱٫۰۴۴۴ | ۰۴ دقیقه ۱۷ ثانیه | ۴°۴۲′شمالی ۸۶°۰۰′غربی / ۴٫۷°شمالی ۸۶٫۰°غربی     | ۱۶۸ کیلومتر (۱۰۴ مایل) |                 | [ ۱ ]    |
| ۱۴ ژوئیه ۱۳۴۱   | ۱۹:۵۲:۱۰           | ۱۲۶        | حلقه‌ای | ۰٫۹۴۳۳ | ۰۶ دقیقه ۲۵ ثانیه | ۳۹°۳۶′جنوبی ۱۲۳°۱۸′غربی / ۳۹٫۶°جنوبی ۱۲۳٫۳°غربی | ۴۶۵ کیلومتر (۲۸۹ مایل) |                 | [ ۱ ]    |
| ۹ دسامبر ۱۳۴۱   | ۰۹:۰۳:۲۹           | ۱۳۱        | جزئی   | ۰٫۷۲۲۹ | —                 | ۶۶°۱۸′شمالی ۳۶°۱۲′شرقی / ۶۶٫۳°شمالی ۳۶٫۲°شرقی   | —                      |                 | [ ۱ ]    |
| ۵ مه ۱۳۴۲       | ۱۲:۰۲:۳۹           | ۹۸         | جزئی   | ۰٫۸۱۵۰ | —                 | ۶۹°۲۴′شمالی ۱۵۲°۱۸′غربی / ۶۹٫۴°شمالی ۱۵۲٫۳°غربی | —                      |                 | [ ۱ ]    |
| ۳۰ اکتبر ۱۳۴۲   | ۰۵:۲۲:۱۴           | ۱۰۳        | حلقه‌ای | ۰٫۹۴۲۲ | ۰۳ دقیقه ۴۴ ثانیه | ۷۸°۳۶′جنوبی ۵°۴۸′غربی / ۷۸٫۶°جنوبی ۵٫۸°غربی     | ۹۲۰ کیلومتر (۵۷۰ مایل) |                 | [ ۱ ]    |
| ۲۵ آوریل ۱۳۴۳   | ۰۱:۲۴:۱۶           | ۱۰۸        | کامل   | ۱٫۰۵۹۷ | ۰۵ دقیقه ۰۲ ثانیه | ۳۳°۰۶′شمالی ۱۵۵°۱۲′شرقی / ۳۳٫۱°شمالی ۱۵۵٫۲°شرقی | ۲۰۶ کیلومتر (۱۲۸ مایل) |                 | [ ۱ ]    |
| ۱۹ اکتبر ۱۳۴۳   | ۰۶:۳۹:۲۵           | ۱۱۳        | حلقه‌ای | ۰٫۹۲۴۷ | ۰۹ دقیقه ۱۲ ثانیه | ۲۹°۰۰′جنوبی ۷۳°۱۸′شرقی / ۲۹٫۰°جنوبی ۷۳٫۳°شرقی   | ۲۹۶ کیلومتر (۱۸۴ مایل) |                 | [ ۱ ]    |
| ۱۳ آوریل ۱۳۴۴   | ۱۸:۱۱:۳۶           | ۱۱۸        | کامل   | ۱٫۰۶۹۵ | ۰۶ دقیقه ۱۵ ثانیه | ۱۲°۰۰′جنوبی ۸۵°۲۴′غربی / ۱۲٫۰°جنوبی ۸۵٫۴°غربی   | ۲۴۹ کیلومتر (۱۵۵ مایل) |                 | [ ۱ ]    |
| ۷ اکتبر ۱۳۴۴    | ۰۶:۲۶:۵۷           | ۱۲۳        | حلقه‌ای | ۰٫۹۴۰۲ | ۰۷ دقیقه ۲۹ ثانیه | ۱۵°۰۶′شمالی ۸۸°۲۴′شرقی / ۱۵٫۱°شمالی ۸۸٫۴°شرقی   | ۲۴۲ کیلومتر (۱۵۰ مایل) |                 | [ ۱ ]    |
| ۴ مارس ۱۳۴۵     | ۲۲:۴۷:۱۴           | ۹۰         | جزئی   | ۰٫۰۳۲۵ | —                 | ۷۱°۵۴′شمالی ۱۲۱°۴۲′شرقی / ۷۱٫۹°شمالی ۱۲۱٫۷°شرقی | —                      |                 | [ ۱ ]    |
| ۳ آوریل ۱۳۴۵    | ۰۹:۴۴:۵۸           | ۱۲۸        | جزئی   | ۰٫۶۸۳۰ | —                 | ۷۱°۳۰′جنوبی ۹۹°۳۰′شرقی / ۷۱٫۵°جنوبی ۹۹٫۵°شرقی   | —                      |                 | [ ۱ ]    |
| ۲۶ سپتامبر ۱۳۴۵ | ۱۱:۵۳:۵۳           | ۱۳۳        | جزئی   | ۰٫۷۹۰۲ | —                 | ۷۲°۰۰′شمالی ۷۶°۳۰′شرقی / ۷۲٫۰°شمالی ۷۶٫۵°شرقی   | —                      |                 | [ ۱ ]    |
| ۲۲ فوریه ۱۳۴۶   | ۰۴:۳۳:۴۷           | ۱۰۰        | حلقه‌ای | ۰٫۹۳۵۴ | ۰۶ دقیقه ۱۱ ثانیه | ۵۰°۲۴′شمالی ۹۳°۲۴′شرقی / ۵۰٫۴°شمالی ۹۳٫۴°شرقی   | ۴۸۸ کیلومتر (۳۰۳ مایل) |                 | [ ۱ ]    |
| ۱۷ اوت ۱۳۴۶     | ۱۶:۱۱:۲۶           | ۱۰۵        | کامل   | ۱٫۰۶۲۲ | ۰۴ دقیقه ۴۳ ثانیه | ۴۳°۲۴′جنوبی ۷۸°۳۶′غربی / ۴۳٫۴°جنوبی ۷۸٫۶°غربی   | ۳۶۵ کیلومتر (۲۲۷ مایل) |                 | [ ۱ ]    |
| ۱۱ فوریه ۱۳۴۷   | ۰۴:۲۷:۰۳           | ۱۱۰        | حلقه‌ای | ۰٫۹۲۴۸ | ۱۰ دقیقه ۱۷ ثانیه | ۱°۳۰′جنوبی ۱۱۶°۰۰′شرقی / ۱٫۵°جنوبی ۱۱۶٫۰°شرقی   | ۲۸۷ کیلومتر (۱۷۸ مایل) |                 | [ ۱ ]    |
| ۷ اوت ۱۳۴۷      | ۰۹:۰۱:۳۸           | ۱۱۵        | کامل   | ۱٫۰۶۱۸ | ۰۵ دقیقه ۴۸ ثانیه | ۸°۰۶′شمالی ۴۵°۴۲′شرقی / ۸٫۱°شمالی ۴۵٫۷°شرقی     | ۲۰۴ کیلومتر (۱۲۷ مایل) |                 | [ ۱ ]    |
| ۳۱ ژانویه ۱۳۴۸  | ۰۵:۳۱:۳۴           | ۱۲۰        | حلقه‌ای | ۰٫۹۴۹۹ | ۰۴ دقیقه ۵۵ ثانیه | ۴۶°۰۰′جنوبی ۱۱۱°۵۴′شرقی / ۴۶٫۰°جنوبی ۱۱۱٫۹°شرقی | ۲۱۶ کیلومتر (۱۳۴ مایل) |                 | [ ۱ ]    |
| ۲۶ ژوئیه ۱۳۴۸   | ۲۲:۳۷:۰۹           | ۱۲۵        | مرکب   | ۱٫۰۰۹۸ | ۰۰ دقیقه ۴۶ ثانیه | ۵۸°۰۰′شمالی ۱۴۳°۱۸′غربی / ۵۸٫۰°شمالی ۱۴۳٫۳°غربی | ۴۵ کیلومتر (۲۸ مایل)   |                 | [ ۱ ]    |
| ۱۹ ژانویه ۱۳۴۹  | ۱۳:۲۴:۴۲           | ۱۳۰        | جزئی   | ۰٫۶۵۴۶ | —                 | ۶۹°۳۰′جنوبی ۱۳۶°۱۸′شرقی / ۶۹٫۵°جنوبی ۱۳۶٫۳°شرقی | —                      |                 | [ ۱ ]    |
| ۱۶ ژوئیه ۱۳۴۹   | ۱۵:۱۲:۲۴           | ۹۷         | جزئی   | ۰٫۳۶۸۷ | —                 | ۶۶°۰۶′جنوبی ۳۵°۱۸′غربی / ۶۶٫۱°جنوبی ۳۵٫۳°غربی   | —                      |                 | [ ۱ ]    |
| ۱۶ ژوئیه ۱۳۴۹   | ۰۵:۲۵:۴۵           | ۱۳۵        | جزئی   | ۰٫۱۳۸۴ | —                 | ۶۸°۴۸′شمالی ۹۸°۴۲′غربی / ۶۸٫۸°شمالی ۹۸٫۷°غربی   | —                      |                 | [ ۱ ]    |
| ۱۰ دسامبر ۱۳۴۹  | ۱۶:۴۶:۲۷           | ۱۰۲        | کامل   | ۱٫۰۳۷۱ | ۰۳ دقیقه ۰۶ ثانیه | ۳۸°۱۲′شمالی ۶۲°۴۲′غربی / ۳۸٫۲°شمالی ۶۲٫۷°غربی   | ۲۶۴ کیلومتر (۱۶۴ مایل) |                 | [ ۱ ]    |
| ۵ ژوئیه ۱۳۵۰    | ۱۵:۴۹:۵۷           | ۱۰۷        | حلقه‌ای | ۰٫۹۵۴۷ | ۰۵ دقیقه ۵۹ ثانیه | ۱۲°۲۴′جنوبی ۵۰°۴۲′غربی / ۱۲٫۴°جنوبی ۵۰٫۷°غربی   | ۲۰۴ کیلومتر (۱۲۷ مایل) |                 | [ ۱ ]    |
| ۳۰ نوامبر ۱۳۵۰  | ۰۷:۳۴:۵۱           | ۱۱۲        | مرکب   | ۱٫۰۱۶۶ | ۰۱ دقیقه ۴۲ ثانیه | ۱۰°۱۸′جنوبی ۶۸°۴۸′شرقی / ۱۰٫۳°جنوبی ۶۸٫۸°شرقی   | ۵۸ کیلومتر (۳۶ مایل)   |                 | [ ۱ ]    |
| ۲۵ مه ۱۳۵۱      | ۲۰:۵۲:۰۳           | ۱۱۷        | مرکب   | ۱٫۰۰۱۶ | ۰۰ دقیقه ۰۹ ثانیه | ۳۳°۴۲′شمالی ۱۳۵°۳۰′غربی / ۳۳٫۷°شمالی ۱۳۵٫۵°غربی | ۶ کیلومتر (۳٫۷ مایل)   |                 | [ ۱ ]    |
| ۱۹ نوامبر ۱۳۵۱  | ۱۷:۱۸:۰۴           | ۱۲۲        | حلقه‌ای | ۰٫۹۶۰۸ | ۰۳ دقیقه ۳۲ ثانیه | ۴۹°۲۴′جنوبی ۹۲°۴۲′غربی / ۴۹٫۴°جنوبی ۹۲٫۷°غربی   | ۱۶۳ کیلومتر (۱۰۱ مایل) |                 | [ ۱ ]    |
| ۱۴ مه ۱۳۵۲      | ۰۹:۰۴:۲۴           | ۱۲۷        | کامل   | ۱٫۰۴۲۷ | ۰۲ دقیقه ۱۸ ثانیه | ۷۳°۳۶′شمالی ۴۸°۳۰′غربی / ۷۳٫۶°شمالی ۴۸٫۵°غربی   | ۴۴۱ کیلومتر (۲۷۴ مایل) |                 | [ ۱ ]    |
| ۷ نوامبر ۱۳۵۲   | ۱۹:۴۷:۱۵           | ۱۳۲        | جزئی   | ۰٫۵۸۲۶ | —                 | ۶۲°۴۸′جنوبی ۱۰۹°۴۲′شرقی / ۶۲٫۸°جنوبی ۱۰۹٫۷°شرقی | —                      |                 | [ ۱ ]    |
| ۴ آوریل ۱۳۵۳    | ۱۸:۱۱:۰۶           | ۹۹         | کامل   | ۱٫۰۵۲۷ | ۰۳ دقیقه ۴۱ ثانیه | ۴۶°۰۰′جنوبی ۵۴°۴۲′غربی / ۴۶٫۰°جنوبی ۵۴٫۷°غربی   | ۳۸۳ کیلومتر (۲۳۸ مایل) |                 | [ ۱ ]    |
| ۲۸ سپتامبر ۱۳۵۳ | ۰۲:۱۳:۵۲           | ۱۰۴        | جزئی   | ۰٫۸۴۸۱ | —                 | ۶۱°۰۰′شمالی ۱۳۴°۰۶′غربی / ۶۱٫۰°شمالی ۱۳۴٫۱°غربی | —                      |                 | [ ۱ ]    |
| ۲۵ مارس ۱۳۵۴    | ۰۸:۳۰:۲۰           | ۱۰۹        | مرکب   | ۱٫۰۱۴۹ | ۰۱ دقیقه ۲۳ ثانیه | ۴°۲۴′جنوبی ۶۰°۰۰′شرقی / ۴٫۴°جنوبی ۶۰٫۰°شرقی     | ۵۲ کیلومتر (۳۲ مایل)   |                 | [ ۱ ]    |
| ۱۷ سپتامبر ۱۳۵۴ | ۰۹:۵۴:۴۰           | ۱۱۴        | مرکب   | ۱٫۰۱۲۲ | ۰۱ دقیقه ۰۷ ثانیه | ۱۴°۱۲′شمالی ۳۹°۱۸′شرقی / ۱۴٫۲°شمالی ۳۹٫۳°شرقی   | ۴۴ کیلومتر (۲۷ مایل)   |                 | [ ۱ ]    |
| ۱۴ مارس ۱۳۵۵    | ۱۶:۱۳:۵۵           | ۱۱۹        | حلقه‌ای | ۰٫۹۵۵۲ | ۰۴ دقیقه ۲۲ ثانیه | ۳۱°۱۲′شمالی ۷۹°۱۸′غربی / ۳۱٫۲°شمالی ۷۹٫۳°غربی   | ۱۹۶ کیلومتر (۱۲۲ مایل) |                 | [ ۱ ]    |
| ۷ سپتامبر ۱۳۵۵  | ۰۰:۰۹:۰۷           | ۱۲۴        | کامل   | ۱٫۰۵۸۶ | ۰۴ دقیقه ۴۳ ثانیه | ۱۹°۱۲′جنوبی ۱۶۵°۱۸′شرقی / ۱۹٫۲°جنوبی ۱۶۵٫۳°شرقی | ۲۱۲ کیلومتر (۱۳۲ مایل) |                 | [ ۱ ]    |
| ۲ مارس ۱۳۵۶     | ۱۷:۱۳:۱۸           | ۱۲۹        | جزئی   | ۰٫۴۲۲۵ | —                 | ۶۰°۵۴′شمالی ۱۵۷°۱۲′غربی / ۶۰٫۹°شمالی ۱۵۷٫۲°غربی | —                      |                 | [ ۱ ]    |
| ۲۸ ژوئیه ۱۳۵۶   | ۰۸:۴۹:۱۲           | ۹۶         | جزئی   | ۰٫۲۱۰۱ | —                 | ۶۲°۳۰′شمالی ۱۷۶°۱۸′شرقی / ۶۲٫۵°شمالی ۱۷۶٫۳°شرقی | —                      |                 | [ ۱ ]    |
| ۲۶ اوت ۱۳۵۶     | ۱۶:۵۲:۱۰           | ۱۳۴        | جزئی   | ۰٫۷۴۷۷ | —                 | ۶۱°۱۲′جنوبی ۱۴۸°۰۶′غربی / ۶۱٫۲°جنوبی ۱۴۸٫۱°غربی | —                      |                 | [ ۱ ]    |
| ۲۱ ژانویه ۱۳۵۷  | ۰۱:۴۶:۴۵           | ۱۰۱        | حلقه‌ای | ۰٫۹۵۴۳ | ۰۲ دقیقه ۵۶ ثانیه | ۷۰°۰۶′جنوبی ۱۱۶°۴۸′غربی / ۷۰٫۱°جنوبی ۱۱۶٫۸°غربی | ۵۱۷ کیلومتر (۳۲۱ مایل) |                 | [ ۱ ]    |
| ۱۷ ژوئیه ۱۳۵۷   | ۲۰:۵۰:۳۴           | ۱۰۶        | حلقه‌ای | ۰٫۹۹۴۲ | ۰۰ دقیقه ۲۶ ثانیه | ۶۱°۳۰′شمالی ۱۰۰°۳۰′غربی / ۶۱٫۵°شمالی ۱۰۰٫۵°غربی | ۲۹ کیلومتر (۱۸ مایل)   |                 | [ ۱ ]    |
| ۱۰ ژانویه ۱۳۵۸  | ۱۱:۳۷:۱۷           | ۱۱۱        | کامل   | ۱٫۰۱۸۳ | ۰۱ دقیقه ۳۸ ثانیه | ۳۲°۰۰′جنوبی ۱۴°۲۴′شرقی / ۳۲٫۰°جنوبی ۱۴٫۴°شرقی   | ۶۴ کیلومتر (۴۰ مایل)   |                 | [ ۱ ]    |
| ۷ ژوئیه ۱۳۵۸    | ۰۱:۴۱:۴۵           | ۱۱۶        | حلقه‌ای | ۰٫۹۵۶۲ | ۰۵ دقیقه ۲۲ ثانیه | ۱۹°۳۶′شمالی ۱۵۶°۳۶′شرقی / ۱۹٫۶°شمالی ۱۵۶٫۶°شرقی | ۱۶۰ کیلومتر (۹۹ مایل)  |                 | [ ۱ ]    |
| ۳۱ دسامبر ۱۳۵۸  | ۰۲:۲۹:۳۵           | ۱۲۱        | کامل   | ۱٫۰۴۵۴ | ۰۴ دقیقه ۱۸ ثانیه | ۵°۰۶′شمالی ۱۴۰°۰۰′شرقی / ۵٫۱°شمالی ۱۴۰٫۰°شرقی   | ۱۷۱ کیلومتر (۱۰۶ مایل) |                 | [ ۱ ]    |
| ۲۶ ژوئیه ۱۳۵۹   | ۰۲:۱۶:۳۱           | ۱۲۶        | حلقه‌ای | ۰٫۹۴۶۳ | ۰۶ دقیقه ۳۰ ثانیه | ۲۹°۵۴′جنوبی ۱۳۸°۱۸′شرقی / ۲۹٫۹°جنوبی ۱۳۸٫۳°شرقی | ۳۳۰ کیلومتر (۲۱۰ مایل) |                 | [ ۱ ]    |
| ۲۰ دسامبر ۱۳۵۹  | ۱۷:۵۰:۵۸           | ۱۳۱        | جزئی   | ۰٫۷۲۳۱ | —                 | ۶۵°۱۲′شمالی ۱۰۶°۰۰′غربی / ۶۵٫۲°شمالی ۱۰۶٫۰°غربی | —                      |                 | [ ۱ ]    |
| ۱۵ مه ۱۳۶۰      | ۱۹:۱۱:۰۲           | ۹۸         | جزئی   | ۰٫۶۹۳۲ | —                 | ۶۸°۳۰′شمالی ۸۸°۴۲′شرقی / ۶۸٫۵°شمالی ۸۸٫۷°شرقی   | —                      |                 | [ ۱ ]    |
| ۱۴ ژوئیه ۱۳۶۰   | ۰۵:۵۶:۰۴           | ۱۳۶        | جزئی   | ۰٫۰۴۹۵ | —                 | ۶۵°۴۸′جنوبی ۷۸°۱۲′شرقی / ۶۵٫۸°جنوبی ۷۸٫۲°شرقی   | —                      |                 | [ ۱ ]    |
| ۹ نوامبر ۱۳۶۰   | ۱۳:۲۷:۰۹           | ۱۰۳        | حلقه‌ای | ۰٫۹۳۶۶ | ۰۳ دقیقه ۵۳ ثانیه | ۷۶°۴۸′جنوبی ۱۶۶°۳۶′غربی / ۷۶٫۸°جنوبی ۱۶۶٫۶°غربی | —                      |                 | [ ۱ ]    |
| ۵ مه ۱۳۶۱       | ۰۸:۵۸:۰۳           | ۱۰۸        | کامل   | ۱٫۰۶۳۵ | ۰۵ دقیقه ۰۷ ثانیه | ۴۰°۱۲′شمالی ۴۱°۲۴′شرقی / ۴۰٫۲°شمالی ۴۱٫۴°شرقی   | ۲۲۴ کیلومتر (۱۳۹ مایل) |                 | [ ۱ ]    |
| ۲۹ اکتبر ۱۳۶۱   | ۱۴:۲۱:۵۲           | ۱۱۳        | حلقه‌ای | ۰٫۹۲۱۹ | ۰۹ دقیقه ۲۲ ثانیه | ۳۴°۰۶′جنوبی ۴۲°۰۶′غربی / ۳۴٫۱°جنوبی ۴۲٫۱°غربی   | ۳۱۰ کیلومتر (۱۹۰ مایل) |                 | [ ۱ ]    |
| ۲۵ آوریل ۱۳۶۲   | ۰۱:۵۶:۱۶           | ۱۱۸        | کامل   | ۱٫۰۷۱۷ | ۰۶ دقیقه ۳۷ ثانیه | ۵°۱۲′جنوبی ۱۵۵°۵۴′شرقی / ۵٫۲°جنوبی ۱۵۵٫۹°شرقی   | ۲۴۹ کیلومتر (۱۵۵ مایل) |                 | [ ۱ ]    |
| ۱۸ اکتبر ۱۳۶۲   | ۱۴:۰۹:۲۷           | ۱۲۳        | حلقه‌ای | ۰٫۹۳۹۷ | ۰۷ دقیقه ۴۸ ثانیه | ۹°۳۶′شمالی ۲۹°۰۶′غربی / ۹٫۶°شمالی ۲۹٫۱°غربی     | ۲۴۱ کیلومتر (۱۵۰ مایل) |                 | [ ۱ ]    |
| ۱۴ آوریل ۱۳۶۳   | ۱۷:۲۳:۴۷           | ۱۲۸        | جزئی   | ۰٫۷۷۶۸ | —                 | ۷۰°۵۴′جنوبی ۲۸°۴۲′غربی / ۷۰٫۹°جنوبی ۲۸٫۷°غربی   | —                      |                 | [ ۱ ]    |
| ۷ اکتبر ۱۳۶۳    | ۱۹:۵۲:۵۵           | ۱۳۳        | جزئی   | ۰٫۸۵۰۷ | —                 | ۷۱°۳۶′شمالی ۵۷°۲۴′غربی / ۷۱٫۶°شمالی ۵۷٫۴°غربی   | —                      |                 | [ ۱ ]    |
| ۴ مارس ۱۳۶۴     | ۱۲:۰۶:۴۰           | ۱۰۰        | حلقه‌ای | ۰٫۹۳۵۲ | ۰۵ دقیقه ۴۱ ثانیه | ۵۷°۵۴′شمالی ۲۸°۴۸′غربی / ۵۷٫۹°شمالی ۲۸٫۸°غربی   | ۵۸۰ کیلومتر (۳۶۰ مایل) |                 | [ ۱ ]    |
| ۲۸ اوت ۱۳۶۴     | ۰۰:۰۳:۰۱           | ۱۰۵        | کامل   | ۱٫۰۵۸۴ | ۰۴ دقیقه ۰۶ ثانیه | ۵۱°۵۴′جنوبی ۱۵۵°۳۶′شرقی / ۵۱٫۹°جنوبی ۱۵۵٫۶°شرقی | ۴۰۹ کیلومتر (۲۵۴ مایل) |                 | [ ۱ ]    |
| ۲۱ فوریه ۱۳۶۵   | ۱۲:۰۰:۵۸           | ۱۱۰        | حلقه‌ای | ۰٫۹۲۷۹ | ۰۹ دقیقه ۳۸ ثانیه | ۴°۰۶′شمالی ۱°۱۲′شرقی / ۴٫۱°شمالی ۱٫۲°شرقی       | ۲۷۶ کیلومتر (۱۷۱ مایل) |                 | [ ۱ ]    |
| ۱۷ اوت ۱۳۶۵     | ۱۶:۴۱:۴۶           | ۱۱۵        | کامل   | ۱٫۰۵۶۹ | ۰۵ دقیقه ۲۲ ثانیه | ۱°۰۶′شمالی ۷۱°۱۲′غربی / ۱٫۱°شمالی ۷۱٫۲°غربی     | ۱۹۰ کیلومتر (۱۲۰ مایل) |                 | [ ۱ ]    |
| ۱۰ فوریه ۱۳۶۶   | ۱۳:۲۹:۵۵           | ۱۲۰        | حلقه‌ای | ۰٫۹۵۴۹ | ۰۴ دقیقه ۳۲ ثانیه | ۴۰°۳۶′جنوبی ۷°۲۴′غربی / ۴۰٫۶°جنوبی ۷٫۴°غربی     | ۱۹۰ کیلومتر (۱۲۰ مایل) |                 | [ ۱ ]    |
| ۷ اوت ۱۳۶۶      | ۰۵:۵۰:۲۳           | ۱۲۵        | مرکب   | ۱٫۰۰۵۱ | ۰۰ دقیقه ۲۶ ثانیه | ۴۹°۴۲′شمالی ۱۰۷°۰۰′شرقی / ۴۹٫۷°شمالی ۱۰۷٫۰°شرقی | ۲۲ کیلومتر (۱۴ مایل)   |                 | [ ۱ ]    |
| ۳۰ ژانویه ۱۳۶۷  | ۲۱:۵۳:۱۳           | ۱۳۰        | جزئی   | ۰٫۶۸۱۲ | —                 | ۷۰°۲۴′جنوبی ۳°۳۰′غربی / ۷۰٫۴°جنوبی ۳٫۵°غربی     | —                      |                 | [ ۱ ]    |
| ۲۷ ژوئیه ۱۳۶۷   | ۲۱:۳۶:۱۰           | ۹۷         | جزئی   | ۰٫۲۱۸۸ | —                 | ۶۷°۰۶′جنوبی ۱۴۱°۵۴′غربی / ۶۷٫۱°جنوبی ۱۴۱٫۹°غربی | —                      |                 | [ ۱ ]    |
| ۲۷ ژوئیه ۱۳۶۷   | ۱۲:۰۵:۴۷           | ۱۳۵        | جزئی   | ۰٫۲۶۷۹ | —                 | ۶۹°۴۲′شمالی ۱۴۹°۱۸′شرقی / ۶۹٫۷°شمالی ۱۴۹٫۳°شرقی | —                      |                 | [ ۱ ]    |
| ۲۲ دسامبر ۱۳۶۷  | ۰۱:۳۹:۳۴           | ۱۰۲        | کامل   | ۱٫۰۳۶۶ | ۰۳ دقیقه ۰۳ ثانیه | ۳۹°۱۲′شمالی ۱۵۹°۴۸′شرقی / ۳۹٫۲°شمالی ۱۵۹٫۸°شرقی | ۲۶۵ کیلومتر (۱۶۵ مایل) |                 | [ ۱ ]    |
| ۱۵ ژوئیه ۱۳۶۸   | ۲۲:۱۹:۰۸           | ۱۰۷        | حلقه‌ای | ۰٫۹۵۵۷ | ۰۵ دقیقه ۴۳ ثانیه | ۱۸°۵۴′جنوبی ۱۴۹°۴۸′غربی / ۱۸٫۹°جنوبی ۱۴۹٫۸°غربی | ۲۱۸ کیلومتر (۱۳۵ مایل) |                 | [ ۱ ]    |
| ۱۰ دسامبر ۱۳۶۸  | ۱۶:۱۷:۱۷           | ۱۱۲        | مرکب   | ۱٫۰۱۳۵ | ۰۱ دقیقه ۲۵ ثانیه | ۱۰°۳۰′جنوبی ۶۱°۳۶′غربی / ۱۰٫۵°جنوبی ۶۱٫۶°غربی   | ۴۸ کیلومتر (۳۰ مایل)   |                 | [ ۱ ]    |
| ۵ ژوئیه ۱۳۶۹    | ۰۳:۴۹:۳۱           | ۱۱۷        | مرکب   | ۱٫۰۰۶۱ | ۰۰ دقیقه ۳۷ ثانیه | ۳۰°۲۴′شمالی ۱۲۲°۳۰′شرقی / ۳۰٫۴°شمالی ۱۲۲٫۵°شرقی | ۲۱ کیلومتر (۱۳ مایل)   |                 | [ ۱ ]    |
| ۳۰ نوامبر ۱۳۶۹  | ۰۱:۳۶:۵۸           | ۱۲۲        | حلقه‌ای | ۰٫۹۵۷۰ | ۰۳ دقیقه ۵۵ ثانیه | ۵۱°۲۴′جنوبی ۱۴۶°۳۶′شرقی / ۵۱٫۴°جنوبی ۱۴۶٫۶°شرقی | ۱۷۹ کیلومتر (۱۱۱ مایل) |                 | [ ۱ ]    |
| ۲۵ مه ۱۳۷۰      | ۱۶:۲۸:۳۰           | ۱۲۷        | کامل   | ۱٫۰۴۹۷ | ۰۲ دقیقه ۵۱ ثانیه | ۷۶°۱۲′شمالی ۱۲۴°۰۰′غربی / ۷۶٫۲°شمالی ۱۲۴٫۰°غربی | ۳۳۸ کیلومتر (۲۱۰ مایل) |                 | [ ۱ ]    |
| ۱۹ نوامبر ۱۳۷۰  | ۰۳:۴۲:۰۸           | ۱۳۲        | جزئی   | ۰٫۶۰۳۴ | —                 | ۶۳°۳۶′جنوبی ۱۸°۲۴′غربی / ۶۳٫۶°جنوبی ۱۸٫۴°غربی   | —                      |                 | [ ۱ ]    |
| ۱۶ آوریل ۱۳۷۱   | ۰۲:۰۰:۱۳           | ۹۹         | کامل   | ۱٫۰۵۱۲ | ۰۳ دقیقه ۳۰ ثانیه | ۵۰°۴۲′جنوبی ۱۶۸°۵۴′غربی / ۵۰٫۷°جنوبی ۱۶۸٫۹°غربی | ۵۴۵ کیلومتر (۳۳۹ مایل) |                 | [ ۱ ]    |
| ۹ اکتبر ۱۳۷۱    | ۰۹:۵۵:۲۵           | ۱۰۴        | جزئی   | ۰٫۷۹۵۲ | —                 | ۶۱°۱۸′شمالی ۱۰۱°۴۲′شرقی / ۶۱٫۳°شمالی ۱۰۱٫۷°شرقی | —                      |                 | [ ۱ ]    |
| ۴ آوریل ۱۳۷۲    | ۱۶:۰۹:۰۲           | ۱۰۹        | مرکب   | ۱٫۰۱۴۳ | ۰۱ دقیقه ۲۲ ثانیه | ۳°۰۶′جنوبی ۵۴°۲۴′غربی / ۳٫۱°جنوبی ۵۴٫۴°غربی     | ۵۰ کیلومتر (۳۱ مایل)   |                 | [ ۱ ]    |
| ۲۷ سپتامبر ۱۳۷۲ | ۱۷:۵۳:۱۵           | ۱۱۴        | مرکب   | ۱٫۰۱۲۱ | ۰۱ دقیقه ۰۷ ثانیه | ۱۱°۵۴′شمالی ۸۰°۲۴′غربی / ۱۱٫۹°شمالی ۸۰٫۴°غربی   | ۴۴ کیلومتر (۲۷ مایل)   |                 | [ ۱ ]    |
| ۲۴ مارس ۱۳۷۳    | ۲۳:۳۵:۲۳           | ۱۱۹        | حلقه‌ای | ۰٫۹۵۶۱ | ۰۴ دقیقه ۱۵ ثانیه | ۳۲°۴۲′شمالی ۱۷۰°۵۴′شرقی / ۳۲٫۷°شمالی ۱۷۰٫۹°شرقی | ۱۸۶ کیلومتر (۱۱۶ مایل) |                 | [ ۱ ]    |
| ۱۷ سپتامبر ۱۳۷۳ | ۰۸:۱۴:۱۶           | ۱۲۴        | کامل   | ۱٫۰۵۷۳ | ۰۴ دقیقه ۳۳ ثانیه | ۲۱°۰۰′جنوبی ۴۴°۰۰′شرقی / ۲۱٫۰°جنوبی ۴۴٫۰°شرقی   | ۲۰۴ کیلومتر (۱۲۷ مایل) |                 | [ ۱ ]    |
| ۱۴ مارس ۱۳۷۴    | ۰۰:۲۹:۰۸           | ۱۲۹        | جزئی   | ۰٫۴۹۵۷ | —                 | ۶۰°۵۴′شمالی ۸۵°۰۶′شرقی / ۶۰٫۹°شمالی ۸۵٫۱°شرقی   | —                      |                 | [ ۱ ]    |
| ۸ اوت ۱۳۷۴      | ۱۶:۲۰:۰۸           | ۹۶         | جزئی   | ۰٫۰۸۷۵ | —                 | ۶۱°۵۴′شمالی ۵۴°۳۰′شرقی / ۶۱٫۹°شمالی ۵۴٫۵°شرقی   | —                      |                 | [ ۱ ]    |
| ۷ سپتامبر ۱۳۷۴  | ۰۰:۴۸:۰۷           | ۱۳۴        | جزئی   | ۰٫۸۳۴۵ | —                 | ۶۱°۰۰′جنوبی ۸۴°۰۰′شرقی / ۶۱٫۰°جنوبی ۸۴٫۰°شرقی   | —                      |                 | [ ۱ ]    |
| ۱ فوریه ۱۳۷۵    | ۰۹:۵۷:۳۸           | ۱۰۱        | حلقه‌ای | ۰٫۹۵۸۶ | ۰۲ دقیقه ۳۹ ثانیه | ۶۶°۴۸′جنوبی ۱۱۸°۲۴′شرقی / ۶۶٫۸°جنوبی ۱۱۸٫۴°شرقی | ۵۲۵ کیلومتر (۳۲۶ مایل) |                 | [ ۱ ]    |
| ۲۹ ژوئیه ۱۳۷۵   | ۰۳:۵۰:۵۳           | ۱۰۶        | حلقه‌ای | ۰٫۹۸۷۶ | ۰۰ دقیقه ۵۴ ثانیه | ۶۲°۱۸′شمالی ۱۶۵°۱۸′شرقی / ۶۲٫۳°شمالی ۱۶۵٫۳°شرقی | ۷۲ کیلومتر (۴۵ مایل)   |                 | [ ۱ ]    |
| ۲۱ ژانویه ۱۳۷۶  | ۲۰:۱۵:۰۱           | ۱۱۱        | کامل   | ۱٫۰۲۲۵ | ۰۱ دقیقه ۵۸ ثانیه | ۲۹°۳۰′جنوبی ۱۱۳°۳۰′غربی / ۲۹٫۵°جنوبی ۱۱۳٫۵°غربی | ۷۸ کیلومتر (۴۸ مایل)   |                 | [ ۱ ]    |
| ۱۷ ژوئیه ۱۳۷۶   | ۰۸:۱۳:۱۴           | ۱۱۶        | حلقه‌ای | ۰٫۹۵۳۳ | ۰۵ دقیقه ۳۰ ثانیه | ۲۲°۱۲′شمالی ۶۰°۱۸′شرقی / ۲۲٫۲°شمالی ۶۰٫۳°شرقی   | ۱۷۱ کیلومتر (۱۰۶ مایل) |                 | [ ۱ ]    |
| ۱۰ ژانویه ۱۳۷۷  | ۱۱:۱۹:۳۱           | ۱۲۱        | کامل   | ۱٫۰۴۶۹ | ۰۴ دقیقه ۱۹ ثانیه | ۶°۰۶′شمالی ۶°۳۰′شرقی / ۶٫۱°شمالی ۶٫۵°شرقی       | ۱۷۵ کیلومتر (۱۰۹ مایل) |                 | [ ۱ ]    |
| ۶ ژوئیه ۱۳۷۷    | ۰۸:۴۳:۲۸           | ۱۲۶        | حلقه‌ای | ۰٫۹۴۸۴ | ۰۶ دقیقه ۲۴ ثانیه | ۲۲°۴۸′جنوبی ۴۰°۱۲′شرقی / ۲۲٫۸°جنوبی ۴۰٫۲°شرقی   | ۲۶۹ کیلومتر (۱۶۷ مایل) |                 | [ ۱ ]    |
| ۳۱ دسامبر ۱۳۷۷  | ۰۲:۳۸:۱۰           | ۱۳۱        | جزئی   | ۰٫۷۲۳۴ | —                 | ۶۴°۱۸′شمالی ۱۱۲°۱۲′شرقی / ۶۴٫۳°شمالی ۱۱۲٫۲°شرقی | —                      |                 | [ ۱ ]    |
| ۲۷ مه ۱۳۷۸      | ۰۲:۱۸:۰۹           | ۹۸         | جزئی   | ۰٫۵۶۷۴ | —                 | ۶۷°۳۰′شمالی ۲۹°۱۸′غربی / ۶۷٫۵°شمالی ۲۹٫۳°غربی   | —                      |                 | [ ۱ ]    |
| ۲۵ ژوئیه ۱۳۷۸   | ۱۲:۴۵:۱۶           | ۱۳۶        | جزئی   | ۰٫۱۹۷۶ | —                 | ۶۴°۴۸′جنوبی ۳۴°۱۲′غربی / ۶۴٫۸°جنوبی ۳۴٫۲°غربی   | —                      |                 | [ ۱ ]    |
| ۲۰ نوامبر ۱۳۷۸  | ۲۱:۳۶:۰۴           | ۱۰۳        | حلقه‌ای | ۰٫۹۶۳۵ | —                 | ۶۸°۰۶′جنوبی ۴۵°۳۰′شرقی / ۶۸٫۱°جنوبی ۴۵٫۵°شرقی   | —                      |                 | [ ۱ ]    |
| ۱۶ مه ۱۳۷۹      | ۱۶:۲۸:۵۹           | ۱۰۸        | کامل   | ۱٫۰۶۶۸ | ۰۵ دقیقه ۰۷ ثانیه | ۴۷°۰۰′شمالی ۷۰°۳۰′غربی / ۴۷٫۰°شمالی ۷۰٫۵°غربی   | ۲۴۳ کیلومتر (۱۵۱ مایل) |                 | [ ۱ ]    |
| ۹ نوامبر ۱۳۷۹   | ۲۲:۱۰:۲۹           | ۱۱۳        | حلقه‌ای | ۰٫۹۱۹۵ | ۰۹ دقیقه ۲۹ ثانیه | ۳۸°۱۸′جنوبی ۱۵۸°۰۰′غربی / ۳۸٫۳°جنوبی ۱۵۸٫۰°غربی | ۳۲۳ کیلومتر (۲۰۱ مایل) |                 | [ ۱ ]    |
| ۵ مه ۱۳۸۰       | ۰۹:۳۴:۵۸           | ۱۱۸        | کامل   | ۱٫۰۷۳۲ | ۰۶ دقیقه ۵۲ ثانیه | ۱°۳۰′شمالی ۳۹°۱۲′شرقی / ۱٫۵°شمالی ۳۹٫۲°شرقی     | ۲۴۹ کیلومتر (۱۵۵ مایل) |                 | [ ۱ ]    |
| ۲۸ اکتبر ۱۳۸۰   | ۲۲:۰۰:۴۷           | ۱۲۳        | حلقه‌ای | ۰٫۹۳۹۵ | ۰۸ دقیقه ۰۱ ثانیه | ۴°۵۴′شمالی ۱۴۸°۲۴′غربی / ۴٫۹°شمالی ۱۴۸٫۴°غربی   | ۲۴۰ کیلومتر (۱۵۰ مایل) |                 | [ ۱ ]    |
| ۲۵ آوریل ۱۳۸۱   | ۰۰:۵۵:۴۶           | ۱۲۸        | جزئی   | ۰٫۸۷۹۴ | —                 | ۷۰°۱۲′جنوبی ۱۵۴°۴۸′غربی / ۷۰٫۲°جنوبی ۱۵۴٫۸°غربی | —                      |                 | [ ۱ ]    |
| ۱۸ اکتبر ۱۳۸۱   | ۰۴:۰۰:۲۰           | ۱۳۳        | جزئی   | ۰٫۹۰۰۴ | —                 | ۷۱°۰۰′شمالی ۱۶۷°۰۶′شرقی / ۷۱٫۰°شمالی ۱۶۷٫۱°شرقی | —                      |                 | [ ۱ ]    |
| ۱۵ مارس ۱۳۸۲    | ۱۹:۳۰:۲۵           | ۱۰۰        | حلقه‌ای | ۰٫۹۳۴۴ | ۰۵ دقیقه ۱۰ ثانیه | ۶۶°۳۶′شمالی ۱۵۶°۳۰′غربی / ۶۶٫۶°شمالی ۱۵۶٫۵°غربی | ۸۲۷ کیلومتر (۵۱۴ مایل) |                 | [ ۱ ]    |
| ۸ سپتامبر ۱۳۸۲  | ۰۸:۰۲:۲۴           | ۱۰۵        | کامل   | ۱٫۰۵۴۱ | ۰۳ دقیقه ۲۹ ثانیه | ۶۰°۳۰′جنوبی ۲۴°۱۸′شرقی / ۶۰٫۵°جنوبی ۲۴٫۳°شرقی   | ۴۸۷ کیلومتر (۳۰۳ مایل) |                 | [ ۱ ]    |
| ۴ مارس ۱۳۸۳     | ۱۹:۲۵:۵۹           | ۱۱۰        | حلقه‌ای | ۰٫۹۳۱۲ | ۰۸ دقیقه ۵۶ ثانیه | ۱۰°۲۴′شمالی ۱۱۱°۴۸′غربی / ۱۰٫۴°شمالی ۱۱۱٫۸°غربی | ۲۶۵ کیلومتر (۱۶۵ مایل) |                 | [ ۱ ]    |
| ۲۹ اوت ۱۳۸۳     | ۰۰:۲۷:۳۸           | ۱۱۵        | کامل   | ۱٫۰۵۱۶ | ۰۴ دقیقه ۵۰ ثانیه | ۵°۵۴′جنوبی ۱۷۰°۱۲′شرقی / ۵٫۹°جنوبی ۱۷۰٫۲°شرقی   | ۱۷۵ کیلومتر (۱۰۹ مایل) |                 | [ ۱ ]    |
| ۲۱ فوریه ۱۳۸۴   | ۲۱:۲۰:۴۵           | ۱۲۰        | حلقه‌ای | ۰٫۹۶۰۵ | ۰۴ دقیقه ۰۵ ثانیه | ۳۴°۳۶′جنوبی ۱۲۶°۰۰′غربی / ۳۴٫۶°جنوبی ۱۲۶٫۰°غربی | ۱۶۲ کیلومتر (۱۰۱ مایل) |                 | [ ۱ ]    |
| ۱۷ اوت ۱۳۸۴     | ۱۳:۰۹:۰۶           | ۱۲۵        | حلقه‌ای | ۰٫۹۹۹۹ | ۰۰ دقیقه ۰۱ ثانیه | ۴۱°۴۲′شمالی ۴°۳۰′غربی / ۴۱٫۷°شمالی ۴٫۵°غربی     | ۱ کیلومتر (۰٫۶۲ مایل)  |                 | [ ۱ ]    |
| ۱۰ فوریه ۱۳۸۵   | ۰۶:۱۴:۲۶           | ۱۳۰        | جزئی   | ۰٫۷۱۹۸ | —                 | ۷۱°۰۶′جنوبی ۱۴۲°۰۶′غربی / ۷۱٫۱°جنوبی ۱۴۲٫۱°غربی | —                      |                 | [ ۱ ]    |
| ۸ ژوئیه ۱۳۸۵    | ۰۴:۰۲:۱۰           | ۹۷         | جزئی   | ۰٫۰۷۴۵ | —                 | ۶۸°۰۶′جنوبی ۱۱۰°۲۴′شرقی / ۶۸٫۱°جنوبی ۱۱۰٫۴°شرقی | —                      |                 | [ ۱ ]    |
| ۶ اوت ۱۳۸۵      | ۱۸:۵۱:۴۰           | ۱۳۵        | جزئی   | ۰٫۳۸۷۸ | —                 | ۷۰°۳۶′شمالی ۳۵°۱۸′شرقی / ۷۰٫۶°شمالی ۳۵٫۳°شرقی   | —                      |                 | [ ۱ ]    |
| ۱ ژانویه ۱۳۸۶   | ۱۰:۳۱:۲۷           | ۱۰۲        | کامل   | ۱٫۰۳۶۶ | ۰۳ دقیقه ۰۱ ثانیه | ۴۰°۴۸′شمالی ۲۲°۳۶′شرقی / ۴۰٫۸°شمالی ۲۲٫۶°شرقی   | ۲۶۹ کیلومتر (۱۶۷ مایل) |                 | [ ۱ ]    |
| ۲۷ ژوئیه ۱۳۸۶   | ۰۴:۴۹:۱۷           | ۱۰۷        | حلقه‌ای | ۰٫۹۵۶۱ | ۰۵ دقیقه ۲۳ ثانیه | ۲۶°۳۶′جنوبی ۱۱۰°۰۰′شرقی / ۲۶٫۶°جنوبی ۱۱۰٫۰°شرقی | ۲۴۶ کیلومتر (۱۵۳ مایل) |                 | [ ۱ ]    |
| ۲۲ دسامبر ۱۳۸۶  | ۰۱:۰۰:۲۷           | ۱۱۲        | مرکب   | ۱٫۰۱۰۹ | ۰۱ دقیقه ۱۰ ثانیه | ۱۰°۰۰′جنوبی ۱۶۷°۴۲′شرقی / ۱۰٫۰°جنوبی ۱۶۷٫۷°شرقی | ۳۹ کیلومتر (۲۴ مایل)   |                 | [ ۱ ]    |
| ۱۶ ژوئیه ۱۳۸۷   | ۱۰:۴۶:۲۳           | ۱۱۷        | مرکب   | ۱٫۰۱۰۰ | ۰۱ دقیقه ۰۳ ثانیه | ۲۶°۰۰′شمالی ۱۹°۴۸′شرقی / ۲۶٫۰°شمالی ۱۹٫۸°شرقی   | ۳۵ کیلومتر (۲۲ مایل)   |                 | [ ۱ ]    |
| ۱۱ دسامبر ۱۳۸۷  | ۰۹:۵۸:۳۰           | ۱۲۲        | حلقه‌ای | ۰٫۹۵۳۹ | ۰۴ دقیقه ۱۶ ثانیه | ۵۲°۲۴′جنوبی ۲۶°۰۶′شرقی / ۵۲٫۴°جنوبی ۲۶٫۱°شرقی   | ۱۹۳ کیلومتر (۱۲۰ مایل) |                 | [ ۱ ]    |
| ۴ ژوئیه ۱۳۸۸    | ۲۳:۴۹:۲۷           | ۱۲۷        | کامل   | ۱٫۰۵۵۲ | ۰۳ دقیقه ۲۰ ثانیه | ۷۴°۱۲′شمالی ۱۵۶°۳۶′شرقی / ۷۴٫۲°شمالی ۱۵۶٫۶°شرقی | ۳۰۲ کیلومتر (۱۸۸ مایل) |                 | [ ۱ ]    |
| ۲۹ نوامبر ۱۳۸۸  | ۱۱:۴۲:۲۰           | ۱۳۲        | جزئی   | ۰٫۶۱۷۰ | —                 | ۶۴°۳۶′جنوبی ۱۴۸°۰۶′غربی / ۶۴٫۶°جنوبی ۱۴۸٫۱°غربی | —                      |                 | [ ۱ ]    |
| ۲۶ آوریل ۱۳۸۹   | ۰۹:۴۲:۲۲           | ۹۹         | جزئی   | ۰٫۹۹۴۴ | —                 | ۶۲°۱۲′جنوبی ۹۱°۳۰′شرقی / ۶۲٫۲°جنوبی ۹۱٫۵°شرقی   | —                      |                 | [ ۱ ]    |
| ۲۵ مه ۱۳۸۹      | ۱۶:۴۸:۱۱           | ۱۳۷        | جزئی   | ۰٫۰۵۴۹ | —                 | ۶۴°۲۴′شمالی ۱۳۹°۴۸′شرقی / ۶۴٫۴°شمالی ۱۳۹٫۸°شرقی | —                      |                 | [ ۱ ]    |
| ۱۹ اکتبر ۱۳۸۹   | ۱۷:۴۶:۲۶           | ۱۰۴        | جزئی   | ۰٫۷۵۴۵ | —                 | ۶۱°۴۲′شمالی ۲۵°۰۰′غربی / ۶۱٫۷°شمالی ۲۵٫۰°غربی   | —                      |                 | [ ۱ ]    |
| ۱۵ آوریل ۱۳۹۰   | ۲۳:۴۰:۳۶           | ۱۰۹        | مرکب   | ۱٫۰۱۳۳ | ۰۱ دقیقه ۱۹ ثانیه | ۲°۴۲′جنوبی ۱۶۷°۰۰′غربی / ۲٫۷°جنوبی ۱۶۷٫۰°غربی   | ۴۸ کیلومتر (۳۰ مایل)   |                 | [ ۱ ]    |
| ۹ اکتبر ۱۳۹۰    | ۰۲:۰۰:۲۶           | ۱۱۴        | مرکب   | ۱٫۰۱۲۰ | ۰۱ دقیقه ۰۷ ثانیه | ۹°۳۶′شمالی ۱۵۷°۱۸′شرقی / ۹٫۶°شمالی ۱۵۷٫۳°شرقی   | ۴۴ کیلومتر (۲۷ مایل)   |                 | [ ۱ ]    |
| ۵ آوریل ۱۳۹۱    | ۰۶:۴۷:۴۱           | ۱۱۹        | حلقه‌ای | ۰٫۹۵۷۰ | ۰۴ دقیقه ۱۱ ثانیه | ۳۳°۵۴′شمالی ۶۴°۱۲′شرقی / ۳۳٫۹°شمالی ۶۴٫۲°شرقی   | ۱۷۶ کیلومتر (۱۰۹ مایل) |                 | [ ۱ ]    |
| ۲۸ سپتامبر ۱۳۹۱ | ۱۶:۲۶:۳۱           | ۱۲۴        | کامل   | ۱٫۰۵۵۷ | ۰۴ دقیقه ۲۳ ثانیه | ۲۳°۲۴′جنوبی ۷۸°۵۴′غربی / ۲۳٫۴°جنوبی ۷۸٫۹°غربی   | ۱۹۵ کیلومتر (۱۲۱ مایل) |                 | [ ۱ ]    |
| ۲۴ مارس ۱۳۹۲    | ۰۷:۳۶:۴۷           | ۱۲۹        | جزئی   | ۰٫۵۸۰۹ | —                 | ۶۰°۵۴′شمالی ۳۰°۳۰′غربی / ۶۰٫۹°شمالی ۳۰٫۵°غربی   | —                      |                 | [ ۱ ]    |
| ۱۷ سپتامبر ۱۳۹۲ | ۰۸:۵۱:۰۳           | ۱۳۴        | جزئی   | ۰٫۹۰۹۲ | —                 | ۶۱°۰۰′جنوبی ۴۵°۳۰′غربی / ۶۱٫۰°جنوبی ۴۵٫۵°غربی   | —                      |                 | [ ۱ ]    |
| ۱۱ فوریه ۱۳۹۳   | ۱۸:۰۲:۲۶           | ۱۰۱        | حلقه‌ای | ۰٫۹۶۲۸ | ۰۲ دقیقه ۲۲ ثانیه | ۶۴°۰۶′جنوبی ۱°۲۴′غربی / ۶۴٫۱°جنوبی ۱٫۴°غربی     | ۶۱۸ کیلومتر (۳۸۴ مایل) |                 | [ ۱ ]    |
| ۸ اوت ۱۳۹۳      | ۱۰:۵۶:۱۸           | ۱۰۶        | حلقه‌ای | ۰٫۹۸۰۴ | ۰۱ دقیقه ۲۲ ثانیه | ۶۲°۱۸′شمالی ۷۰°۰۶′شرقی / ۶۲٫۳°شمالی ۷۰٫۱°شرقی   | ۱۴۰ کیلومتر (۸۷ مایل)  |                 | [ ۱ ]    |
| ۱ فوریه ۱۳۹۴    | ۰۴:۴۷:۴۹           | ۱۱۱        | کامل   | ۱٫۰۲۷۰ | ۰۲ دقیقه ۱۹ ثانیه | ۲۶°۳۶′جنوبی ۱۱۹°۱۲′شرقی / ۲۶٫۶°جنوبی ۱۱۹٫۲°شرقی | ۹۴ کیلومتر (۵۸ مایل)   |                 | [ ۱ ]    |
| ۲۸ ژوئیه ۱۳۹۴   | ۱۴:۴۸:۱۷           | ۱۱۶        | حلقه‌ای | ۰٫۹۵۰۱ | ۰۵ دقیقه ۴۰ ثانیه | ۲۳°۴۲′شمالی ۳۶°۳۰′غربی / ۲۳٫۷°شمالی ۳۶٫۵°غربی   | ۱۸۴ کیلومتر (۱۱۴ مایل) |                 | [ ۱ ]    |
| ۲۱ ژانویه ۱۳۹۵  | ۲۰:۰۵:۲۴           | ۱۲۱        | کامل   | ۱٫۰۴۸۷ | ۰۴ دقیقه ۲۱ ثانیه | ۷°۴۲′شمالی ۱۲۶°۰۰′غربی / ۷٫۷°شمالی ۱۲۶٫۰°غربی   | ۱۸۰ کیلومتر (۱۱۰ مایل) |                 | [ ۱ ]    |
| ۱۷ ژوئیه ۱۳۹۵   | ۱۵:۱۴:۱۶           | ۱۲۶        | حلقه‌ای | ۰٫۹۴۹۷ | ۰۶ دقیقه ۱۲ ثانیه | ۱۷°۴۲′جنوبی ۵۸°۱۲′غربی / ۱۷٫۷°جنوبی ۵۸٫۲°غربی   | ۲۳۴ کیلومتر (۱۴۵ مایل) |                 | [ ۱ ]    |
| ۱۱ ژانویه ۱۳۹۶  | ۱۱:۲۱:۱۴           | ۱۳۱        | جزئی   | ۰٫۷۲۸۷ | —                 | ۶۳°۲۴′شمالی ۲۸°۰۶′غربی / ۶۳٫۴°شمالی ۲۸٫۱°غربی   | —                      |                 | [ ۱ ]    |
| ۶ ژوئیه ۱۳۹۶    | ۰۹:۲۳:۳۲           | ۹۸         | جزئی   | ۰٫۴۳۶۵ | —                 | ۶۶°۳۰′شمالی ۱۴۶°۳۰′غربی / ۶۶٫۵°شمالی ۱۴۶٫۵°غربی | —                      |                 | [ ۱ ]    |
| ۵ ژوئیه ۱۳۹۶    | ۱۹:۳۷:۴۰           | ۱۳۶        | جزئی   | ۰٫۳۴۴۹ | —                 | ۶۳°۵۴′جنوبی ۱۴۷°۱۲′غربی / ۶۳٫۹°جنوبی ۱۴۷٫۲°غربی | —                      |                 | [ ۱ ]    |
| ۱ دسامبر ۱۳۹۶   | ۰۵:۴۸:۰۳           | ۱۰۳        | حلقه‌ای | ۰٫۹۴۶۳ | —                 | ۶۷°۰۰′جنوبی ۸۸°۳۶′غربی / ۶۷٫۰°جنوبی ۸۸٫۶°غربی   | —                      |                 | [ ۱ ]    |
| ۲۶ مه ۱۳۹۷      | ۲۳:۵۶:۵۱           | ۱۰۸        | کامل   | ۱٫۰۶۹۲ | ۰۵ دقیقه ۰۱ ثانیه | ۵۳°۲۴′شمالی ۱۷۹°۵۴′غربی / ۵۳٫۴°شمالی ۱۷۹٫۹°غربی | ۲۶۳ کیلومتر (۱۶۳ مایل) |                 | [ ۱ ]    |
| ۲۰ نوامبر ۱۳۹۷  | ۰۶:۰۴:۱۸           | ۱۱۳        | حلقه‌ای | ۰٫۹۱۷۸ | ۰۹ دقیقه ۳۲ ثانیه | ۴۱°۳۶′جنوبی ۸۵°۴۲′شرقی / ۴۱٫۶°جنوبی ۸۵٫۷°شرقی   | ۳۳۳ کیلومتر (۲۰۷ مایل) |                 | [ ۱ ]    |
| ۱۶ مه ۱۳۹۸      | ۱۷:۰۸:۴۱           | ۱۱۸        | کامل   | ۱٫۰۷۴۱ | ۰۶ دقیقه ۵۹ ثانیه | ۷°۴۲′شمالی ۷۵°۴۲′غربی / ۷٫۷°شمالی ۷۵٫۷°غربی     | ۲۴۷ کیلومتر (۱۵۳ مایل) |                 | [ ۱ ]    |
| ۹ نوامبر ۱۳۹۸   | ۰۶:۰۰:۳۴           | ۱۲۳        | حلقه‌ای | ۰٫۹۳۹۷ | ۰۸ دقیقه ۰۷ ثانیه | ۱°۰۶′شمالی ۹۰°۳۰′شرقی / ۱٫۱°شمالی ۹۰٫۵°شرقی     | ۲۳۸ کیلومتر (۱۴۸ مایل) |                 | [ ۱ ]    |
| ۶ مه ۱۳۹۹       | ۰۸:۱۸:۲۸           | ۱۲۸        | جزئی   | ۰٫۹۹۴۹ | —                 | ۶۹°۱۸′جنوبی ۸۲°۰۶′شرقی / ۶۹٫۳°جنوبی ۸۲٫۱°شرقی   | —                      |                 | [ ۱ ]    |
| ۲۹ اکتبر ۱۳۹۹   | ۱۲:۱۷:۰۸           | ۱۳۳        | جزئی   | ۰٫۹۳۸۰ | —                 | ۷۰°۱۲′شمالی ۲۹°۴۸′شرقی / ۷۰٫۲°شمالی ۲۹٫۸°شرقی   | —                      |                 | [ ۱ ]    |
| ۲۶ مارس ۱۴۰۰    | ۰۲:۴۳:۴۱           | ۱۰۰        | حلقه‌ای | ۰٫۹۵۰۶ | —                 | ۷۲°۰۰′شمالی ۳۴°۰۰′شرقی / ۷۲٫۰°شمالی ۳۴٫۰°شرقی   | —                      |                 | [ ۱ ]    |
| ۱۸ سپتامبر ۱۴۰۰ | ۱۶:۰۹:۴۳           | ۱۰۵        | کامل   | ۱٫۰۴۹۰ | ۰۲ دقیقه ۵۳ ثانیه | ۶۸°۴۲′جنوبی ۱۱۸°۰۶′غربی / ۶۸٫۷°جنوبی ۱۱۸٫۱°غربی | ۶۷۹ کیلومتر (۴۲۲ مایل) |                 | [ ۱ ]    |